# 돌루테그라비르
돌루테그라비르(Dolutegravir, DTG)는 티비케이(Tivicay)라는 상품명으로 판매되는 항레트로바이러스 약물로서 HIV/AIDS 치료에 사용된다.
또한 노출 후 예방요법의 일환으로 잠재적인 노출에 따른 HIV 감염을 방지하기 위해 사용할 수 있다. 이 약물은 경구 제제이다.
일반적인 부작용으로는 수면장애, 피로감, 설사, 고혈당, 두통 등이 있다. 또한 심한 부작용으로는 알레르기 반응과 간 질환이 있을 수 있다. 임신 중에 사용하면 태아에게 해를 끼칠 수 있다는 우려가 있으며 모유수유시 사용 가능 여부가 불분명하다.
바이러스 복제에 필요한 HIV 통합효소(integrase)의 기능을 차단하는 HIV 인테그레이즈 염색분체 전달 억제제(integrase strand transfer inhibitor)이다.
2013년 미국에서 의료용으로 승인되었다. 또한 세계 보건 기구(WHO)의 필수 의약품 목록에 등재되어 있다. 아바카비르/돌루테그라비르/라미부딘처럼, 아바카비르와 라미부딘을 병용하여 사용할 수 있다. 2019년 현재 세계보건기구(WHO)는 HIV를 가진 모든 사람들에게 1차 및 2차 치료제로 DTG를 추천하고 있다.

## 의학적 사용
돌루테그라비르는 HIV에 감염된 광범위한 환자들에게 사용하도록 승인되었다. HIV 치료를 한 번도 받지 않은(treatment-naïve) HIV 감염 성인과 이전에 HIV 치료를 받은 적이 있는 HIV 감염 성인을 치료하는 데 사용할 수 있으며, 여기에는 다른 인테그레이즈 염색분체 전달 억제제로 치료된 성인들이 포함된다.
티비케이는 12세 이상 몸무게가 40kg 이상이며 치료 경험이 없거나, 치료 경험이 있지만 이전에 다른 인테그레이즈 염색분체 전달 억제제를 복용하지 않은 어린이에게 승인되었다.
유럽 연합에서는 다른 항레트로바이러스 약품과 함께 인간 면역 결핍 바이러스(HIV)의 치료를 위해 6세 이상의 어린이, 청소년 및 성인을 대상으로 한다.
2020년 6월, 미국에서 생후 4주 이상, 몸무게 3kg(6.61파운드)이상의 어린이를 돌루테그라비르 사용 대상에 포함하도록 업데이트하였다.

## 유해 효과
임상시험에서 돌루테그라비르의 일반적인 부작용으로는 불면증과 두통이 있다. B형 또는 C형 간염에 감염된 환자에게는 알레르기 반응과 간기능 이상 등이 심각한 부작용으로 나타났다.
병용 투여시 크레아티닌의 세뇨관 분비 억제로 인해 혈청 크레아티닌이 평균적으로 0.11mg/dL의 상승하는 것에 대해 주의해야 하며, GFR에는 영향을 미치지 않는다.

### 임부
임신 중에 사용하면 태아에게 해를 끼칠 수 있다는 우려가 있다. 따라서 치료를 시작하기 전에 임신 테스트와 산아 제한이 권장된다. 임신 3개월 이내엔 대안이 없는 경우에만 사용해야 한다.

## 역사
2013년 2월, 미국 FDA는 돌루테그라비르의 승인 과정을 패스트 트랙 처리할 것이라고 발표했다.
2013년 8월 13일, 돌루테그라비르는 미국에서 의료용으로 승인되었다.
2013년 11월 4일, 돌루테그라비르는 Health Canada의 승인을 받았다.
2014년 1월 16일, 유럽 위원회로부터 유럽 연합 전체에서 사용이 승인되었다.
2019년 남아프리카공화국 정부는 HIV를 가진 모든 사람(임산부 제외)을 대상으로 하는 일차 치료제인 삼중 복합 치료에서 돌루테그라비르가 에파비렌즈를 대체하였다.
2020년 6월 미국에서는 생후 4주 이상, 몸무게 3kg(6.61파운드)이상의 아이에게, 다른 항레트로바이러스 치료제와 함께 돌루테그라비르를 HIV-1 감염 치료용으로 사용하는 것을 승인하였다. HIV 치료를 받은 적이 없거나 치료를 받은 적이 있어도 인테그레이즈 염색분체 전달 억제제(INSTI)로 치료하지 않은 생후 4주 이상, 3kg 이상의 아이에게 사용 가능하다.
미국 식품의약국(FDA)은 티비케이와 티비케이 PD의 승인을 ViiV Healthcare에 부여했다.